# Họ Rong xương cá
Họ Rong xương cá (danh pháp khoa học: Haloragaceae, đồng nghĩa: Haloragidaceae R. Br., Cercodiaceae A.-L. de Jussieu, Myriophyllaceae Schultz-Schultzenstein) là một họ trong bộ Tai hùm (Saxifragales) của thực vật hai lá mầm hạt kín. Trong hệ thống Cronquist, nó được đặt trong bộ Rong đuôi chồn (Haloragales), nhưng trong hệ thống APG II, nó được đặt trong bộ Saxifragales. Một số sách báo, tài liệu sinh vật gọi họ này là họ Rong đuôi chồn. Các sách của tác giả Võ Văn Chi và một số tài liệu khác thì gọi họ này là họ Rong xương cá, còn tên gọi họ Rong đuôi chồn được dùng cho họ Hydrocharitaceae.

## Phân bố
Họ này gần như phân bố rộng khắp toàn cầu, ngoại trừ các vùng sa mạc khô cằn. Trung tâm đa dạng về loài nằm ở Úc và Nam bán cầu nói chung.

## Miêu tả
Các loài trong họ này là thực vật sống lâu năm, đôi khi là thực vật một năm, và chủ yếu là rậm lá, mặc dù có một vài loài là cây thân gỗ. Một số loài là thực vật sống trên đất liền còn chủ yếu là thực vật thủy sinh nước ngọt. Lá có khía hay xẻ thùy sâu, mọc đối hay mọc vòng. Chúng chủ yếu là cây đơn tính cùng gốc với các hoa gần như luôn luôn là nhỏ, đối xứng xuyên tâm. Chúng chỉ có 1 noãn trên mỗi lá noãn. Bầu nhụy là dạng quả tụ và đính trên bầu (thể sinh dục cái bên ngoài).
Công thức hoa:
{\displaystyle \star \mathrm {K} ^{3-4}\;\mathrm {C} ^{3-4}} hay {\displaystyle \mathrm {C} ^{0}\;\mathrm {A} ^{2-8}\;\mathrm {G} ^{\overline {(2-4)}}}

## Các chi
Trong họ này có 8-9 chi với khoảng 145 loài:
- Glischrocaryon (bao gồm cả Loudonia)
- Gonocarpus
- Haloragis (bao gồm cả Cercodia, Meionectes): rong đuôi chồn[1]
- Haloragodendron, chứa 5 loài cây bụi đặc hữu Úc.
- Laurembergia
- Meziella
- Myriophyllum (bao gồm cả Enydria), 60 loài rong xương cá thủy sinh
- Proserpinaca
- Vinkia. Có thể nhập trong chi Myriophyllum.

Các chi trước đây thuộc họ Cercodiaceae và Myriophyllaceae hiện nay là một phần của họ Haloragaceae. Bên cạnh đó, chi Gunnera trước đây bị gộp trong họ này.